# William Justin Kroll
Pour les articles homonymes, voir Kroll.
Wilhelm Justin Kroll (Guillaume Kroll de son nom véritable, avant son émigration aux États-Unis, né le 24 novembre 1889 à Esch-sur-Alzette et mort le 30 mars 1973 à Bruxelles, est un métallurgiste et chimiste luxembourgeois, consultant chez Union Carbide Research Laboratory de Niagara Falls (New York).
Il est l'inventeur du procédé industriel de production du titane connu sous le nom de procédé Kroll.

## Biographie
Guillaume Kroll naît à Esch-sur-Alzette, au Luxembourg, le 24 novembre 1889.
Il est le fils du directeur des établissements sidérurgiques Brasseur's Schmeltz. Dès son plus jeune âge, il s'intéresse à la métallurgie et aux hauts-fourneaux. Il devient ensuite ingénieur, et commence sa carrière en travaillant en Allemagne, en Autriche et en Hongrie. Ce n'est que plus tard qu'il revient au Luxembourg.
En 1932, Guillaume Kroll invente un procédé qui lui permet d'obtenir du titane à partir de calcium et de tétrachlorure de titane : dès 1938, il a ainsi extrait 25 kg de titane par ce procédé (connu depuis sous le nom de « procédé Kroll »).
Lors de ses recherches au Luxembourg sur le titane - un matériau alors très peu connu - il se rend compte du potentiel remarquable de ce métal, tant par sa résistance que par sa résistance à la corrosion. Mais la montée du nazisme le pousse à émigrer aux États-Unis, emportant avec lui l'ensemble des découvertes qu'il avait pu faire. Il entre alors au Bureau américain des Mines (US Bureau of Mines), où il met en œuvre le même procédé que pour le titane, en l'appliquant cette fois-ci au zirconium, ce qui lui permet de sortir sa première pièce de zirconium ainsi extraite en 1945.
Guillaume Kroll retourne en Europe en 1961. Il y meurt le 30 mars 1973, à Bruxelles.